# TEARS (天方直実のアルバム)
『TEARS』（ティアーズ）は、天方直実の1枚目のアルバム。1997年1月22日発売。

## 解説
デビュー曲から「....tears」までのシングル曲に加え、久保こーじのバンド「No!Galers」のカバー曲が収録されている。
アルバムタイトルは「リードシングルの『....tears』が本作までの代表作になるだろう」という意味でつけた。
天方は「色んな事をやりたい。今の自分に合った歌を歌いたい」と申し出た。それに対して前田たかひろは「天方だったら、こういう詞の内容の出来事に直面した時、どうする?」と質問し、天方の意見を聞きながら書いていった。
サウンドのコンセプトはスティーヴィー・サラスが好きな天方の志向を反映しつつ、久保は「ヨーロッパのダンスサウンドを基調としつつ、ハードロック調のエッジの鋭いギターサウンド」を展開した。
シングル曲は全てミックスが変更されたアルバムバージョンであり、ボーカルも再録音されている。

## 収録曲
特記を除く全作詞：前田たかひろ　全作曲・編曲：久保こーじ
1. #5397
  - 歌詞カードの表記は「SE from noises」のみ。
2. WELCOME　‐―‐IT'S MY TIME, IT'S YOUR TIME
3. ....tears
作詞：天方直実・前田たかひろ
  - 4thシングル。シングルには無い歌詞が追加されている。
4. STEP UP・1997
  - 3rdシングル。
5. GET IT, Baby
6. 恋じゃね。
7. glow
8. 逢いたい君がいない
  - 1stシングル。
9. can'T
  - 2ndシングル。
10. MOONLIGHT to DAYBREAK
  - No!Galersのアルバム『No!Galers』に収録されている同名の曲のカバー。
  - 本アルバムが発売する前年（1996年）には仲間由紀恵が久保のプロデュースで同曲をカバーし、歌手デビューしている。
11. OVER THE DREAM ～She's so far～
作詞：久保こーじ
  - 久保のソロアルバム『COZY』に収録されている同名の曲のカバー。
12. おっきなシアワセ
作詞：久保こーじ・前田たかひろ

## クレジット

### 参加ミュージシャン
- 久保こーじ : Keyboards, Chorus, Guitars(#2, 5, 12)
- 松尾和博 : Guitars(All tracks)

### スタッフ
- Produced : 久保こーじ
- Exective Produced : 小室哲哉
- Mixed : Dave Ford
- Vocal Directed : 清水彰彦, 前田たかひろ
- Recorded : まつむらしげる, 石井達也, 小西賢治, 鯖瀬敏秋
- Mastered : Eddy Schreyer
- A&R : やなぎかずみ, ごとうけんご
- production Coordinated : さとうきみ, うえかたてつや, 松本零士
- Supervisor : 松浦勝人
- General Produced : 林真司, おおしたかつろう
- Public Relation : いちまるのりこ
- Art Direction & Designed : Diamond Heads